# Binyamin Ben-Eliezer
Pour les articles homonymes, voir Éliézer.
Binyamin Fouad Ben-Eliezer (en hébreu : בנימין (פואד) בן אליעזר), né le 12 février 1936 à Bassora en Irak et mort le 28 août 2016, à Rishon Letsion en Israël, est un homme politique israélien.
Il fut le premier Juif d'origine irakienne à diriger le Parti travailliste. Il fut le premier ministre israélien à rencontrer Yasser Arafat en 1994, et occupa des fonctions comme vice-Premier ministre, ministre de la Défense, ministre des Infrastructures nationales, ou encore ministre du Commerce, de l'Industrie et de l'Emploi à partir d'avril 2009.
Il s'est porté candidat à l'élection présidentielle israélienne en 2014 avant d'être rattrapé par de multiples révélations mettant en cause son intégrité. 

## Carrière
Né en Irak, Binyamin Ben-Eliezer fait son aliyah en 1950. Il rejoint l'armée en 1954, devient général puis gouverneur de la Judée-Samarie (Cisjordanie).
Membre du parti travailliste, il est élu pour la première fois à la Knesset en 1984, et occupe successivement les postes de ministre du Logement et de la construction, ministre de la Communication, ministre de la Défense, et vice-Premier ministre.
Il est le chef de l’armée israélienne en Cisjordanie occupée de 1978 à 1984, se targuant de « connaître les Arabes », persuadé qu’ils ne « comprennent que la force ». Il donne ainsi toujours son feu vert aux meurtres ciblés de militants palestiniens, aux incursions de l’armée, aux raids aériens et aux blocus des localités.
Il se retire de l’armée israélienne en 1982, mais a été rappelé au service par le ministre de la Défense Moshe Arens. Il a servi en tant que coordonnateur des activités gouvernementales (COGAT) en Judée-Samarie et à Gaza, jusqu’à sa libération définitive de l’armée en 1984 au grade de général de brigade.
Ben-Eliezer est considéré comme un faucon de la politique étrangère et fut l'un des architectes de la guerre du Liban de 1982, et de l'opération Rempart à Jénine.
En 1984, il fonde le parti politique Yahad (« Unis ») avec Ezer Weizman. 
Le 9 novembre 2005, Binyamin Ben-Eliezer finit troisième lors de l'élection du président du parti travailliste (derrière Shimon Peres et Amir Peretz). Il reçoit 16,82 % des voix.
Le 7 avril 2007, en tant que ministre travailliste des Infrastructures, il menace de « réduire à néant l'Iran » s'il s'attaque à Israël : « L'Iran ne va pas s'empresser de nous attaquer, car il comprend la signification d'un tel acte. Une attaque iranienne contre Israël déclenchera une riposte dure qui provoquera la destruction de la nation iranienne. […] Les Iraniens sont conscients de notre force, mais continuent de nous provoquer en armant leur allié syrien et le Hezbollah. Et nous devons y faire face ».
Une plainte a été déposée en Espagne contre lui pour crime de guerre, conduisant à l'ouverture d'une enquête, en janvier 2009, dans le cadre de l'affaire Salah Shehadeh. La plainte a été classée sans suite. 
Il meurt le 28 août 2016, à 80 ans.

## Fonctions ministérielles
- Du 13 juillet 1992 au 18 juin 1996 : ministre du Logement et de la Construction.
- Du 6 juillet 1999 au 7 mars 2001 : 3e vice-premier ministre et ministre des Communications.
- Du 11 novembre 2000 au 7 mars 2001 : ministre du Logement et de la Construction.
- Du 7 mars 2001 au 2 novembre 2002 : ministre de la Défense.
- De 2001 à 2002 : chef du Parti travailliste.
- Du 10 janvier 2005 au 23 novembre 2005 : ministre des Infrastructures nationales.
- Du 4 mai 2006 au 1er avril 2009 : ministre des Infrastructures nationales.
- Depuis le 1er avril 2009 : ministre de l'Industrie, du Commerce et de l'Emploi.